# رنوكا
رنوكا (بالإنجليزية: Renuka)‏، هي إلهة هندوسية للهبوط/الدرجة الدنيا تعبد في الغالب في ولايات جنوب الهند: كارناتاكا، وتاميل نادو، وتيلانجانا، وكيرالا، وأندرا براديش، وولاية ماهاراشترا الغربية. تعرف أيضا باسم والدة باراشوراما، الصورة الرمزية السادسة للإله فيشنو. كانت في الأصل إلها شعبيا درفيديًا، واكتسبت مكانة إلهة أم قبل أن ترتبط في النهاية بأسطورة باراشوراما.